# Стубайло, Анжелика Вадимовна
Анжелика Вадимовна Стубайло (род. 5 сентября 2001, Волгоград) — российская художественная гимнастка, двукратная чемпионка мира в групповых упражнениях (2019). Заслуженный Мастер спорта России.

## Биография

### Детство и юниорская карьера
Родилась в Волгограде; с 3 лет начала заниматься художественной гимнастикой под руководством тренера Ксении Корольковой, а в 6 лет перешла в группу к заслуженному тренеру России Татьяне Александровне Сорокиной.
В 2013 году переехала в Москву, где продолжила заниматься в Центре Олимпийской подготовки под руководством Ирины Винер-Усмановой. Через три года, в 2016 году выиграла чемпионат России в групповых упражнениях.

### Взрослая карьера
После успешных выступлений на региональных и российских соревнованиях, она стала членом сборной России по художественной гимнастике.
В июне 2019 года на Европейских играх в возрасте 17 лет принимала участие в соревнованиях по художественной гимнастике, на котором в составе сборной России завоевала золото (5 мячей) и бронзу (многоборье). В сентябре того же года на Чемпионате мира 2019 года в составе команды России завоевала два золота и бронзу в групповых упражнениях.

### На телевидении
После завершения карьеры летом 2022 года стала ведущей новостных выпусков на телеканале «Матч ТВ».
В мае 2023 года стала ведущей спортивно-обозревательной программы «Все на Матч!».
Ведущая на ТНТ программы «Утро на ТНТ» и участница шоу «Вызов» И «Большой Куш Бангкок» на ТНТ.